# Alliopsis silvestris
Alliopsis silvestris är en tvåvingeart som först beskrevs av Fallen 1824.  Alliopsis silvestris ingår i släktet Alliopsis och familjen blomsterflugor. Arten är reproducerande i Sverige. Inga underarter finns listade i Catalogue of Life.